# Zaina – Königin der Pferde
Zaina – Königin der Pferde ist ein deutsch-französischer Spielfilm von Bourlem Guerdjou (Regie und Drehbuch) aus den Jahren 2004/2005. Der Film geht auf die marokkanische sagenhafte „Königin der Pferde“ Fatyn zurück. Der Mythos stammt aus dem Atlasgebirge und beschreibt die Geschichte von angeblichen Pferdedieben, denen Fatyn als guter Geist zu Hilfe kam.

## Inhalt
Zaina, die Hauptfigur des Films, ist dieser mythischen Gestalt nachempfunden. Nach dem Tod ihrer Mutter muss die Elfjährige zu ihrem Vater gehen, den sie nie kennengelernt hat, da er ihre Mutter Selma noch vor ihrer Geburt verlassen hatte. Ihre einzige Alternative wäre ihr reicher und mächtiger Stiefvater Omar, der verantwortlich für den Tod ihrer Mutter und auch ihr gegenüber sehr besitzergreifend ist. Zaina und ihr Vater Mustafa sind beide schweigsame, eigenbrötlerische Menschen und kommen von Anfang an nicht gut miteinander klar. Dennoch nimmt Mustafa seine ihm fremde Tochter mit sich.
Diese entdeckt denn auch früh ihre Liebe zu dem einzigen Wesen, mit dem Mustafa zurechtkommt: dem Zuchthengst Zingal, ganzer Stolz der Zucht von Mustafas Stamm. Einige von Mustafas Stammesgenossen nehmen an dem berühmten Agdal-Pferderennen in Marrakesch teil; er führt die Gruppe an und nimmt Zaina kurzerhand mit nach Marrakesch. Allerdings will er nicht, dass sie reitet; Zaina muss meilenweit zu Fuß gehen, und ihr Reisebegleiter Kadour, der sie aus Mitleid auf seinem Pferd mitnimmt, bekommt das daraufhin von Mustafa verboten. Zaina versteht dieses Verhalten nicht und gibt sich ihrem Vater gegenüber verstockt. Sie will sich in Marrakesch von der Gruppe lösen und als Heilerin arbeiten – Selma hat sie einiges über Heilkräuter sowie Lesen und Schreiben gelehrt. Erstmals erfährt Mustafa jedoch, wie Selma gestorben ist: Sie hatte sich gegen Omars Zudringlichkeit gewehrt und war von ihm geschubst worden, woraufhin sie stürzte und sich das Genick brach.
Zaina gewöhnt sich an die Wanderung in der Männergruppe. Der alte Barak freundet sich mit ihr an und erzählt ihr Geschichten von der Wüste, von den gefährlichen Pferdedieben und von deren Königin Fatyn, die umgebracht wurde und nun laut einem alten Aberglauben alle sieben Jahre wieder zurückkehrt, um sich ihre Pferde zu holen und jeden zu verbrennen, der sich ihr in den Weg stellt. Außerdem erklärt er ihr das Pferderennen von Marrakesch und dass eigentlich Zingal die besten Aussichten hätte, zu gewinnen, Mustafa jedoch nicht antreten wird. Und jemand anderen als ihn duldet der stolze Hengst nicht bei sich – umso mehr wundern sich die Männer der Gruppe, als Zaina sich ohne Schwierigkeiten Zingal nähert.
Der Frieden hält nicht lange an; Omar hat sich in den Kopf gesetzt, Zaina als Ersatz für Selma für sich zu beanspruchen. Als er und seine Männer die Gruppe angreifen, behauptet Mustafa gegenüber seinen Begleitern, es seien nur Pferdediebe. Einen Tag später hat Omar die Gruppe eingeholt; es entbrennt ein kurzer, aber erbitterter Kampf, während dessen Mustafa Omars Onkel als Geisel nimmt, um seinen freien Abzug zu erkaufen. Zaina schlägt Omars Angebot aus, mit ihm zurückzugehen. Doch er erinnert sie daran, dass Mustafa sie und Selma verlassen und somit entehrt hat. Wütend entgegnet Mustafa, Selma habe Omar auch nicht heiraten wollen.
Die Gruppe bekommt einige Meilen Abstand zu Omar. Doch die Männer sind wütend auf Mustafa, weil er sie über die Verfolger angelogen hat. Kadour fordert, er solle Zaina nehmen und gehen; die beiden bringen sie alle in Gefahr. Mustafa steht zu seiner Tochter und kämpft gegen Kadour, der jünger und unerfahren ist und sehr schnell verliert. Mustafa schickt Kadour zurück zum Stamm, obwohl er der Beste der Reiter ist. Die anderen Reiter stehen dem ablehnend gegenüber, umso mehr, als Mustafa zur Sicherheit vor Omar den gefährlichsten und beschwerlichsten Weg durch das Atlas-Gebirge nimmt. Schließlich wenden sie sich gegen Mustafa und überfallen ihn in der Nacht, werfen ihn in eine Schlucht und wollen Zaina mitnehmen und an Omar abgeben. Zaina allerdings flieht geistesgegenwärtig, und die Gruppe verschwindet.
Als Zaina sich allein im Gebirge wiederfindet, läuft ihr Zingal über den Weg, der sich von den Männern nicht hat mitnehmen lassen. Dank ihm findet sie ihren Vater und kann ihn aus der Schlucht ziehen. Weiterhin mit Omars Onkel als Geisel ziehen sie weiter und werden erst an einem schmalen Schluchtübergang von Omar eingeholt. Mustafa schickt Zaina mit Zingal voraus, er selbst nutzt die Geisel als Schutzschild. Beim Versuch, Mustafa zu erschießen, trifft Omar seinen Onkel und kann auch Zaina wieder nicht überzeugen, mit ihm zu kommen, obwohl er ihr ein Leben in Wohlstand verspricht.
Einmal über das Gebirge hinweg, wird für Zaina und Mustafa die Reise leichter. Auch kommen die beiden einander näher, nachdem Mustafa seiner Tochter erklärt hat, warum er sie verlassen hat: Ihre Mutter Selma war vor zwölf Jahren als Mann verkleidet beim Rennen in Marrakesch geritten und hatte gewonnen. Als die Wahrheit über sie herausgekommen war, wurde das Rennen für ungültig erklärt und Mustafa von seinem Stamm unter Druck gesetzt, Selma wegen ihrer Sittenverletzung zu verlassen. Diese hatte ihm aus Stolz nie erzählt, dass sie schwanger war. Inzwischen sieht Mustafa das alles nicht mehr so verkrampft, er bringt Zaina einiges über Pferdezucht bei sowie auch, auf Zingal zu reiten.
Fast schon in Marrakesch angekommen, entdecken die beiden eine Gruppe von Pferdedieben – und erkennen die Pferde ihrer Gruppe bei diesen wieder. Traurig stellt Mustafa fest, dass Pferdediebe keine Gefangenen machen. Er will zumindest die Pferde zurückholen, so schleicht er sich nachts in das Lager der Diebe. Als er erwischt zu werden droht, taucht überraschend Zaina auf, in der Finsternis der Nacht nicht als Kind erkennbar, dunkel geschminkt, mit einer Fackel und laut schreiend, sie sei Fatyn, die Königin, und hole ihre Pferde. Die abergläubischen Diebe glauben von ihr verbrannt zu werden und lassen sie und Mustafa laufen. Nur einer folgt ihnen, wird aber von Kadour erschossen, der inzwischen wieder auf dem Weg zum Rennen ist.
Er holt seine beiden Freunde ein und söhnt sich mit ihnen aus. Bald darauf sind sie in Marrakesch und Kadour hat beste Aussichten, das Rennen zu gewinnen, wenngleich ihm Zingal nicht zur Verfügung steht. Doch Omar lässt nicht locker. Er ist nun in Marrakesch, duelliert sich mit Mustafa und verwundet ihn schwer. Zaina steht für ihre Freiheit und das Leben ihres Vaters gerade: Sie verspricht Omar, mit ihm zu kommen, falls er im Rennen schneller reitet als sie.
Tags darauf sind Omar, Kadour und Zaina am Start, letztere dank eines Tagelmust um den Kopf als Junge verkleidet und auf dem Rücken von Zingal. Nach der ersten Runde liegt Zaina, auch dank Kadours Unterstützung, gut im Rennen. Omar reißt ihr im Vorbeireiten den Tagelmust herunter, doch Zaina reitet unbeirrt weiter und gewinnt das Rennen. Entgegen Mustafas Befürchtungen wird sie von allen Seiten bejubelt, insbesondere von den weiblichen Zuschauern; Omar gibt endlich auf und Zaina hat das Recht gewonnen, zu leben, wo sie will. Sie entscheidet sich dagegen, als Heilerin in Marrakesch zurückzubleiben, und zieht mit zu Mustafas Stamm.

## Kritiken
Mit diesem märchenartigen Film, für den u. a. das Musikstück La Reine Fatyn entstand, gewann der französische Regisseur Bourlem Guerdjou 2005 beim Filmfest in Locarno den Publikumspreis. Das Werk faszinierte die Zuseher sowohl durch seine imposanten Bilder als auch seine einfühlsame Musik. Deren Komponist Cyril Morin ist seit längerem durch Film-Soundtracks bekannt, beispielsweise für Natasha de Betaks Streifen Kaal, für Pan Nalins Samsara und Eran Riklis' Die syrische Braut. Die Stimmung der nordafrikanischen Gebirgswelt und seiner Bewohner setzte er zusammen mit dem bulgarischen Symphonieorchester um und bediente sich dabei auch einer Art Sphärenmusik.

„Die interessante Ausgangslage des Films – wann sah man schon einen arabischen Western? – wird durch die spannungsarm inszenierte vorhersehbare Geschichte geschmälert.“

„Großartig fotografierte und einfühlsam gespielte Initiationsgeschichte voller spannender Momente, die zugleich eine fremde Kultur erhellt und diese unaufdringlich emanzipatorisch einbezieht.“